# Eleições legislativas de 2015 em Setúbal

## Resultados Oficiais
| Partido                 | Partido                        | Votos   | %               | +/-   |
| ----------------------- | ------------------------------ | ------- | --------------- | ----- |
|                         | Partido Socialista             | 20 102  | 34,15 / 100,00  | 9,16  |
|                         | Portugal à Frente              | 14 578  | 24,77 / 100,00  | 18,07 |
|                         | Coligação Democrática Unitária | 9 232   | 15,68 / 100,00  | 0,31  |
|                         | Bloco de Esquerda              | 8 139   | 13,83 / 100,00  | 6,22  |
|                         | Pessoas–Animais–Natureza       | 1 240   | 2,11 / 100,00   | 0,59  |
|                         | PCTP/MRPP                      | 923     | 1,57 / 100,00   | 0,32  |
|                         | LIVRE/Tempo de Avançar         | 589     | 1,00 / 100,00   | Novo  |
|                         | Outros                         | 2 265   | 3,85 / 100,00   |       |
| Votos Inválidos         | Votos Inválidos                | 1 791   | 3,04 / 100,00   | 0,68  |
| Total                   | Total                          | 58 859  | 100,00 / 100,00 |       |
| Eleitorado/Participação | Eleitorado/Participação        | 103 483 | 56,88 / 100,00  | 0,63  |
| Fonte                   | Fonte                          | [ 1 ]   | [ 1 ]           | [ 1 ] |

## Resultados por Freguesia
Os resultados seguintes referem-se aos partidos que obtiveram mais de 1,00% dos votos:
| Freguesia                          | %     | %     | %     | %     | %    | %    | %    | Votantes |
| Freguesia                          | PS    | PÀF   | CDU   | BE    | PAN  | PCTP | L    | Votantes |
| ---------------------------------- | ----- | ----- | ----- | ----- | ---- | ---- | ---- | -------- |
| Azeitão (São Lourenço e São Simão) | 32,06 | 30,70 | 12,56 | 12,59 | 1,91 | 1,28 | 1,30 | 9 720    |
| Gâmbia-Pontes-Alto da Guerra       | 31,04 | 22,83 | 21,69 | 12,73 | 1,77 | 1,77 | 0,69 | 3 048    |
| Sado                               | 34,81 | 11,83 | 28,98 | 12,83 | 1,17 | 2,78 | 0,87 | 2 985    |
| São Sebastião                      | 35,67 | 19,78 | 17,24 | 15,36 | 2,34 | 1,90 | 0,87 | 23 058   |
| Setúbal                            | 33,80 | 29,84 | 12,52 | 12,98 | 2,12 | 1,12 | 1,07 | 20 048   |
| Setúbal                            | 34,15 | 24,77 | 15,68 | 13,83 | 2,11 | 1,57 | 1,00 | 58 859   |

#### Azeitão
| Partido                 | Partido                         | Votos  | %               |
| ----------------------- | ------------------------------- | ------ | --------------- |
|                         | Partido Socialista              | 3 116  | 32,06 / 100,00  |
|                         | Portugal à Frente               | 2 984  | 30,70 / 100,00  |
|                         | Bloco de Esquerda               | 1 224  | 12,59 / 100,00  |
|                         | Coligação Democrática Unitária  | 1 221  | 12,56 / 100,00  |
|                         | Pessoas–Animais–Natureza        | 186    | 1,91 / 100,00   |
|                         | LIVRE/Tempo de Avançar          | 126    | 1,30 / 100,00   |
|                         | PCTP/MRPP                       | 124    | 1,28 / 100,00   |
|                         | Partido Democrático Republicano | 108    | 1,11 / 100,00   |
|                         | AGIR                            | 106    | 1,09 / 100,00   |
|                         | Outros                          | 222    | 2,29 / 100,00   |
| Votos Inválidos         | Votos Inválidos                 | 303    | 3,12 / 100,00   |
| Total                   | Total                           | 9 720  | 100,00 / 100,00 |
| Eleitorado/Participação | Eleitorado/Participação         | 15 289 | 63,58 / 100,00  |

#### Gâmbia - Pontes - Alto da Guerra
| Partido                 | Partido                         | Votos | %               | +/-   |
| ----------------------- | ------------------------------- | ----- | --------------- | ----- |
|                         | Partido Socialista              | 946   | 31,04 / 100,00  | 6,15  |
|                         | Portugal à Frente               | 696   | 22,83 / 100,00  | 13,26 |
|                         | Coligação Democrática Unitária  | 661   | 21,69 / 100,00  | 2,81  |
|                         | Bloco de Esquerda               | 388   | 12,73 / 100,00  | 6,62  |
|                         | Pessoas–Animais–Natureza        | 54    | 1,77 / 100,00   | 0,78  |
|                         | PCTP/MRPP                       | 54    | 1,77 / 100,00   | 0,36  |
|                         | Partido Democrático Republicano | 42    | 1,38 / 100,00   | Novo  |
|                         | Outros                          | 102   | 3,34 / 100,00   |       |
| Votos Inválidos         | Votos Inválidos                 | 105   | 3,44 / 100,00   | 0,41  |
| Total                   | Total                           | 3 048 | 100,00 / 100,00 |       |
| Eleitorado/Participação | Eleitorado/Participação         | 4 847 | 62,88 / 100,00  | 2,36  |

#### Sado
| Partido                 | Partido                        | Votos | %               | +/-  |
| ----------------------- | ------------------------------ | ----- | --------------- | ---- |
|                         | Partido Socialista             | 1 039 | 34,81 / 100,00  | 5,71 |
|                         | Coligação Democrática Unitária | 865   | 28,98 / 100,00  | 5,22 |
|                         | Bloco de Esquerda              | 383   | 12,83 / 100,00  | 6,26 |
|                         | Portugal à Frente              | 353   | 11,83 / 100,00  | 9,07 |
|                         | PCTP/MRPP                      | 83    | 2,78 / 100,00   | 0,38 |
|                         | Pessoas–Animais–Natureza       | 35    | 1,17 / 100,00   | 0,57 |
|                         | Outros                         | 138   | 4,63 / 100,00   |      |
| Votos Inválidos         | Votos Inválidos                | 89    | 2,98 / 100,00   | 1,02 |
| Total                   | Total                          | 2 985 | 100,00 / 100,00 |      |
| Eleitorado/Participação | Eleitorado/Participação        | 4 779 | 62,46 / 100,00  | 1,16 |

#### São Sebastião
| Partido                 | Partido                         | Votos  | %               | +/-   |
| ----------------------- | ------------------------------- | ------ | --------------- | ----- |
|                         | Partido Socialista              | 8 224  | 35,67 / 100,00  | 9,18  |
|                         | Portugal à Frente               | 4 562  | 19,78 / 100,00  | 18,80 |
|                         | Coligação Democrática Unitária  | 3 975  | 17,24 / 100,00  | 0,42  |
|                         | Bloco de Esquerda               | 3 542  | 15,36 / 100,00  | 6,98  |
|                         | Pessoas–Animais–Natureza        | 539    | 2,34 / 100,00   | 0,80  |
|                         | PCTP/MRPP                       | 438    | 1,90 / 100,00   | 0,57  |
|                         | Partido Democrático Republicano | 245    | 1,06 / 100,00   | Novo  |
|                         | Outros                          | 866    | 3,76 / 100,00   |       |
| Votos Inválidos         | Votos Inválidos                 | 667    | 2,89 / 100,00   | 0,71  |
| Total                   | Total                           | 23 058 | 100,00 / 100,00 |       |
| Eleitorado/Participação | Eleitorado/Participação         | 44 263 | 52,09 / 100,00  | 0,34  |

#### Setúbal
| Partido                 | Partido                        | Votos  | %               |
| ----------------------- | ------------------------------ | ------ | --------------- |
|                         | Partido Socialista             | 6 777  | 33,80 / 100,00  |
|                         | Portugal à Frente              | 5 983  | 29,84 / 100,00  |
|                         | Bloco de Esquerda              | 2 602  | 12,98 / 100,00  |
|                         | Coligação Democrática Unitária | 2 510  | 12,52 / 100,00  |
|                         | Pessoas–Animais–Natureza       | 426    | 2,12 / 100,00   |
|                         | PCTP/MRPP                      | 224    | 1,12 / 100,00   |
|                         | LIVRE/Tempo de Avançar         | 215    | 1,07 / 100,00   |
|                         | Outros                         | 684    | 3,40 / 100,00   |
| Votos Inválidos         | Votos Inválidos                | 627    | 3,13 / 100,00   |
| Total                   | Total                          | 20 048 | 100,00 / 100,00 |
| Eleitorado/Participação | Eleitorado/Participação        | 34 305 | 58,44 / 100,00  |